# おにクル
茨木市文化・子育て複合施設 おにクル（いばらきしぶんかこそだてふくごうしせつ おにクル）は、大阪府茨木市にある複合施設である。
ホール・図書館・こども支援センター・屋内こども広場・市民活動センター・プラネタリウムなどで構成されている。

## 概要
2015年に閉館した茨木市市民会館の跡地活用として、「育てる広場」をキーコンセプトに整備された複合施設で、茨木市役所の東隣、JR茨木駅と阪急茨木市駅のほぼ中間地点に位置している。
茨木市における公共施設マネジメントの取り組みの一つとして、市民会館が備えていた大ホールや会議室の機能に加え、他の公共施設に分散していた中条図書館、プラネタリウム、子育て支援、市民活動センター等を移転させることにより、新たな複合施設として整備した。

## 沿革
跡地活用の検討においては、何よりも市民との対話や参加をもとに進めることとし、市長と無作為抽出された市民等が直接対話する「市民会館100人会議」という取り組みを皮切りに、2016年から2023年までの間に、108回の市民ワークショップ、延べ2,217人参加者、5,500時間の市民と考える時間を経て、整備された。
2020年1月には、設計・施工の事業者として、株式会社竹中工務店と株式会社伊東豊雄建築設計事務所による共同事業体が選定され、3月末に着手された。
施設の開館は、2023年11月26日。（ゴウダホール（大ホール）は、2024年4月にオープン）
施設の運営については、複数の指定管理者および茨木市役所の複数課により行われている。
- ホール・貸室・プラネタリウムの運営及び全館管理業務:おにクルみらい（株式会社サントリーパブリシティーサービス、株式会社イオンディライト）
- 屋内こども広場 まちなかの森 もっくる：まち森AJグループ（株式会社明日香、株式会社ジャクエツ）
- 市民活動センターきゃぱす：いばらき市民活動推進ネット
- おにクルぶっくぱーく（図書館）：市直営
- こども支援センター：市直営

2024年11月、第37期竜王戦七番勝負の第4局が本施設で行われた。

## 名称
施設名称の「おにクル」は、2021年11月1日から12月15日まで実施した一般公募で応募のあった約2,677件の案の中から、3,473票の市民投票を経て決定した。
「おにクル」は、市内に住む当時6歳の男の子が命名。まちの様々なところで目にする鬼のキャラクター「いばらき童子」を見て、「怖い鬼さんも楽しそうで来たくなっちゃうところ」という意味を込めたものである。
大ホール・多目的ホール・プラネタリウムについては茨木市では初となるネーミングライツ（命名権）が導入され、大ホールにはゴウダ株式会社、多目的ホールおよびプラネタリウムには北おおさか信用金庫がネーミングライツパートナーとして選定された。これにより、大ホールには「ゴウダホール」、多目的ホールには「きたしんホール」、プラネタリウムには「きたしんプラネタリウム」の愛称が付与されている。

## 建築的な特徴
立体的な公園
元茨木川緑地の豊かな緑と、おにクルの芝生広場や建物のテラスに施された樹木が滑らかに繋がっていることから、ランドスケープと建築が相互に浸透し合う「立体的な公園」のような公共空間になっている。
縦の道
各フロアを貫く大きな吹き抜けと、それを回遊するようにつなぐ「縦の道」によって、さまざまな機能が融け合い、音や空気感でいろんな場所でいろんなことが起きているのを感じることができる。縦の道が、建築のコンセプトである“日々何かが起こり、誰かと出会う”場として機能することを期待されている。
受賞歴
* 2024年度グッドデザイン賞「グッドデザイン・ベスト100」

## 構成
- 7階
  - 市民活動センター きゃぱす[10]
    - 市民交流スペース
    - コワーキングスペース
    - きゃぱすラボ

  - きたしんプラネタリウム（56席)
  - 会議室1（171 m2）・2（86 m2)・3（50 m2)・4（25 m2)
  - 和室（20帖)
  - 屋上広場（98 m2)
  - 交流ホワイエ（98 m2)
- 5階・6階
  - おにクルぶっくぱーく
- 4階
  - ゴウダホール（大ホール）（1,201席）
    - 小楽屋1・2
    - 中楽屋1・2
    - 大楽屋
- 3階
  - リハーサル室（165 m2)
  - 多目的室 M1（55 m2)・M2（56 m2)
  - 多目的室 D（78 m2)
  - 音楽スタジオ１（16 m2)・2（15 m2)
  - 音響映像制作室（16 m2)
- 2階
  - こども支援センター
  - 子育てフリースペース わっくる
  - えほんひろば
  - おはなしのいえ
  - 多目的室 C1（37 m2)・C2（57 m2)
- 1階
  - エントランス広場・オープンギャラリー
  - きたしんホール（多目的ホール）（245席)
    - 小楽屋1・2

  - クッキングラボ ことこと（72 m2)
  - 屋内こども広場 まちなかの森 もっくる
  - カフェ「ティ・コ・ラッテ Terrace」
  - 芝生広場

## 利用情報

### 開館時間
市民活動センター きゃぱす／きたしんプラネタリウム／ゴウダホール／きたしんホール／その他オープンスペース等
9時から22時
おにクルぶっくぱーく
9時30分から21時
※平日20時以降、土日祝19時以降は自動貸出機による対応
こども支援センター
8時45分から17時15分（土日祝等は、相談対応、完全予約制による母子健康手帳の交付等の一部業務を実施）
一時保育室
8時30分から18時（おにクルイベント保育は9時から最大22時）
屋内こども広場 まちなかの森 もっくる
9時30分から17時30分

## 休館日
- 毎月第2、第4月曜日（祝日と重なる場合は翌日）
- 年末年始（12月29日から1月3日）